# V.92

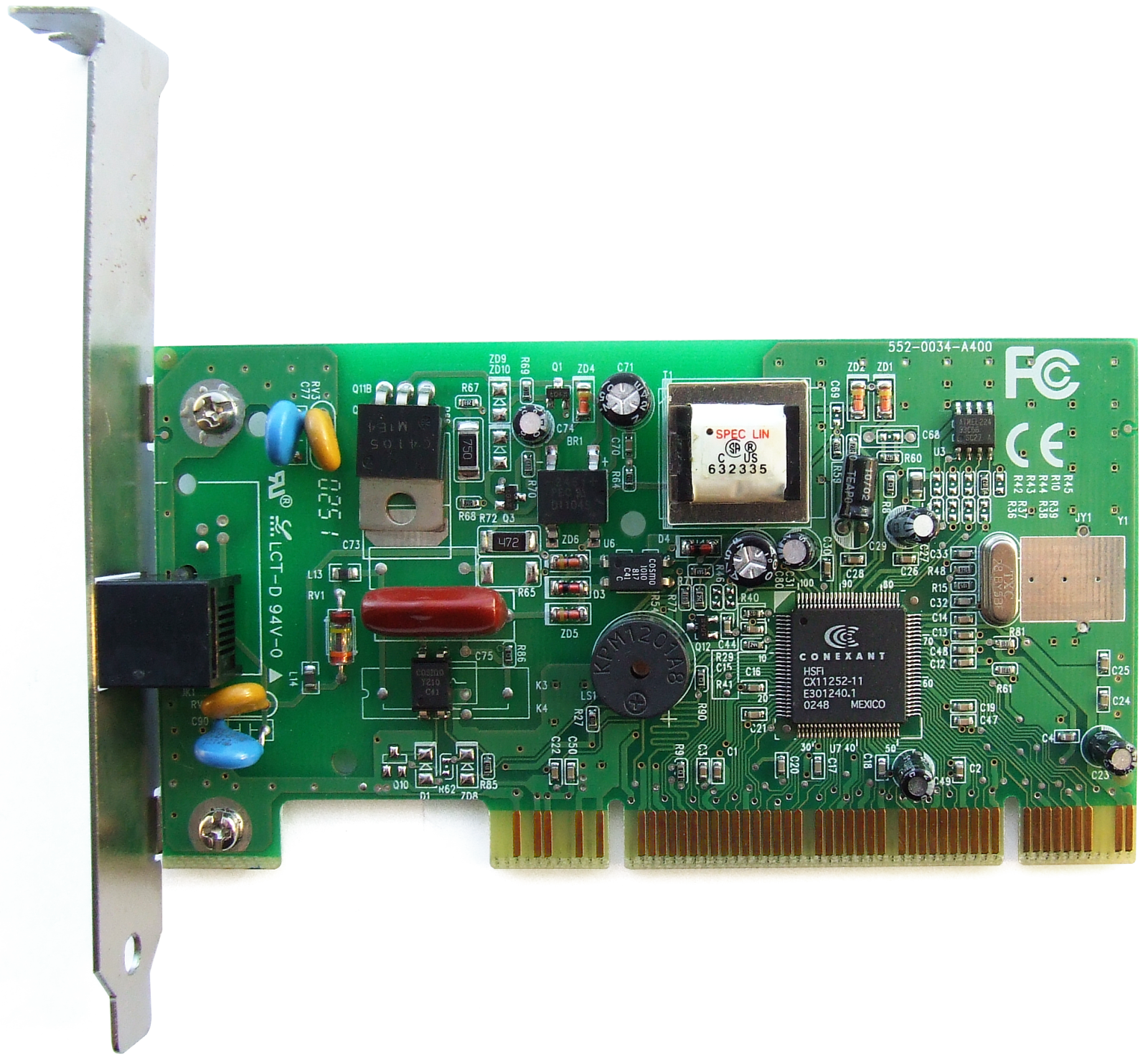
Une carte modem PCI capable d'utiliser la norme V.92

V.92 est une recommandation de l'UIT-T, qui établit une amélioration du standard V.90 pour les modems téléphoniques. Ce nouveau standard permet une vitesse de transfert de 56 kbit/s en aval et de 48 kbit/s en amont. V.92 a été présenté pour la première fois en août 1999 et a été approuvé en novembre 2000. 

Il permet l'accès par ligne commutée.

## Nouveautés du standard

### Connexion rapide (Quick connect)
Réduit le temps requis pour se connecter à internet à environ 10 secondes au lieu de plus de 20. Quick connect fonctionne en conservant les informations de connexions établies lors des sessions précédentes et en les réutilisant dans les connexions suivantes.

### Mise en attente
On peut maintenant suspendre sa connexion à internet, pour faire un appel téléphonique par exemple, puis reprendre la connexion.

### PCM en amont
PCM est maintenant utilisé dans les téléchargements en amont, ce qui augmente la vitesse théorique à 48 kbit/s.

### Compression V.44
V.44 remplace l'ancien standard de compression V.42bis. Ce nouveau standard améliore la compression de donnée dans les transmissions de 10 à 120 %.